# Pere Mancha
Pere Mancha (o potser Manxa) va ser un banquer reusenc del segle xvii, del qual només es tenen les notícies d'un fet ocorregut durant la Guerra dels Segadors a la ciutat de Reus
Al començament de la Guerra dels Segadors, Reus tenia 1200 cases habitades que es van reduir a 800 al final de la guerra. El 16 de desembre de 1640 la ciutat va ser declarada enemiga de la pàtria per les Corts i els béns dels seus habitants confiscats, com a resposta a la no participació activa en la guerra. El 1641 va ser ocupada pel francès La Mothe, i el banquer Pere Mancha va negociar pagar als francesos la quantitat que demanaven per no ser saquejada. Tot i haver-se fet el pagament, els soldats francesos es comportaren com a ocupants i no van seguir els termes pactats, i com a conseqüència Reus es va entregar als castellans el gener de 1642.